# سرحات كت
سرحات كت (بالألمانية: Serhat Kot)‏ هو لاعب كرة قدم ألماني في مركز الوسط، ولد في 12 أغسطس 1997 في بيلفلد في ألمانيا. لعب مع نادي فنربخشة.

## وصلات خارجية
- سرحات كت على موقع الاتحاد الأوربي (الإنجليزية)
- سرحات كت على موقع اتحاد تركيا (لاعب) (الإنجليزية)
- سرحات كت على موقع قاعدة بيانات كرة القدم.إي يو (الإنجليزية)
- سرحات كت على موقع بيانات كرة القدم. دي إي (الألمانية)
- سرحات كت على موقع Soccerway.com (الإنجليزية)
- سرحات كت على موقع عالم كرة القدم.نت (الإنجليزية)